# 高橋真琴
高橋 真琴（たかはし まこと、1934年〈昭和9年〉8月27日 - 2024年〈令和6年〉11月17日）は、日本の画家、漫画家、イラストレーター。大阪府大阪市出身、千葉県佐倉市在住。男性。

## 来歴
1934年大阪市住吉区で3人兄弟の長男として生まれる。1947年東中学校に入学し図書室で少女雑誌「ひまわり」掲載の中原淳一や蕗谷虹児の絵に憧れて、叙情画に興味を持つようになる。1950年（昭和25年）大阪市立泉尾工業高等学校色染科に入学。
1953年（昭和28年）、榎本法令館より『奴隷の女王』で貸本漫画デビュー。その後は大阪の日の丸文庫やあかしや書房などで貸本少女漫画を手がける。
1957年（昭和32年）、雑誌『少女』（光文社）にて「悲しみの浜辺」で雑誌デビュー。1958年（昭和33年）より「あらしをこえて」「東京〜パリ」（原作：春名誠一）「プチ・ラ」（原作：橋田寿賀子）などのバレエ漫画を続けて発表する。この頃よりぬりえ、文房具・衣服などのデザインも手がける。
アトリエを東京都文京区に移す。『なかよし』『マーガレット』『よいこ』などの少女誌・幼女誌の表紙、挿絵、絵物語を執筆。
1963年（昭和38年）、千葉県佐倉市上志津にアトリエを移す。1987年に「真琴画廊」を開廊（現在は閉廊）。
1992年（平成4年）、初の個展を開催。好評を受け、以後、定期的に東京と関西で新作を発表する。
2013年（平成25年）、ロリータ・ファッションブランド「Victorian maiden」とコラボレーション。
2015年（平成28年）11月2日、真琴画廊を法人化し真琴画廊株式会社設立（2021年4月清算）、後に著作権等管理会社の真琴アート株式会社を2023年6月に設立。
2016年（平成29年）、ファッションブランドアナスイのカジュアルブランド「ドーリーガールバイアナスイ」とコラボレーションの商品(高橋真琴のイラストの少女が着ているワンピースや、アクセサリーなど)を発表した。
2017年（平成30年）2月、ファッションブランドのジェニーファックスと高橋とのコラボレーションアイテム「MACOTO WITH JENNY」が発売された。また同年9月、「2018年春夏パリコレクション」でコム・デ・ギャルソンとのコラボレーションを発表した。
2018年（平成30年）4月1日、1963年より在住している佐倉市の“佐倉親善大使”に任命される。

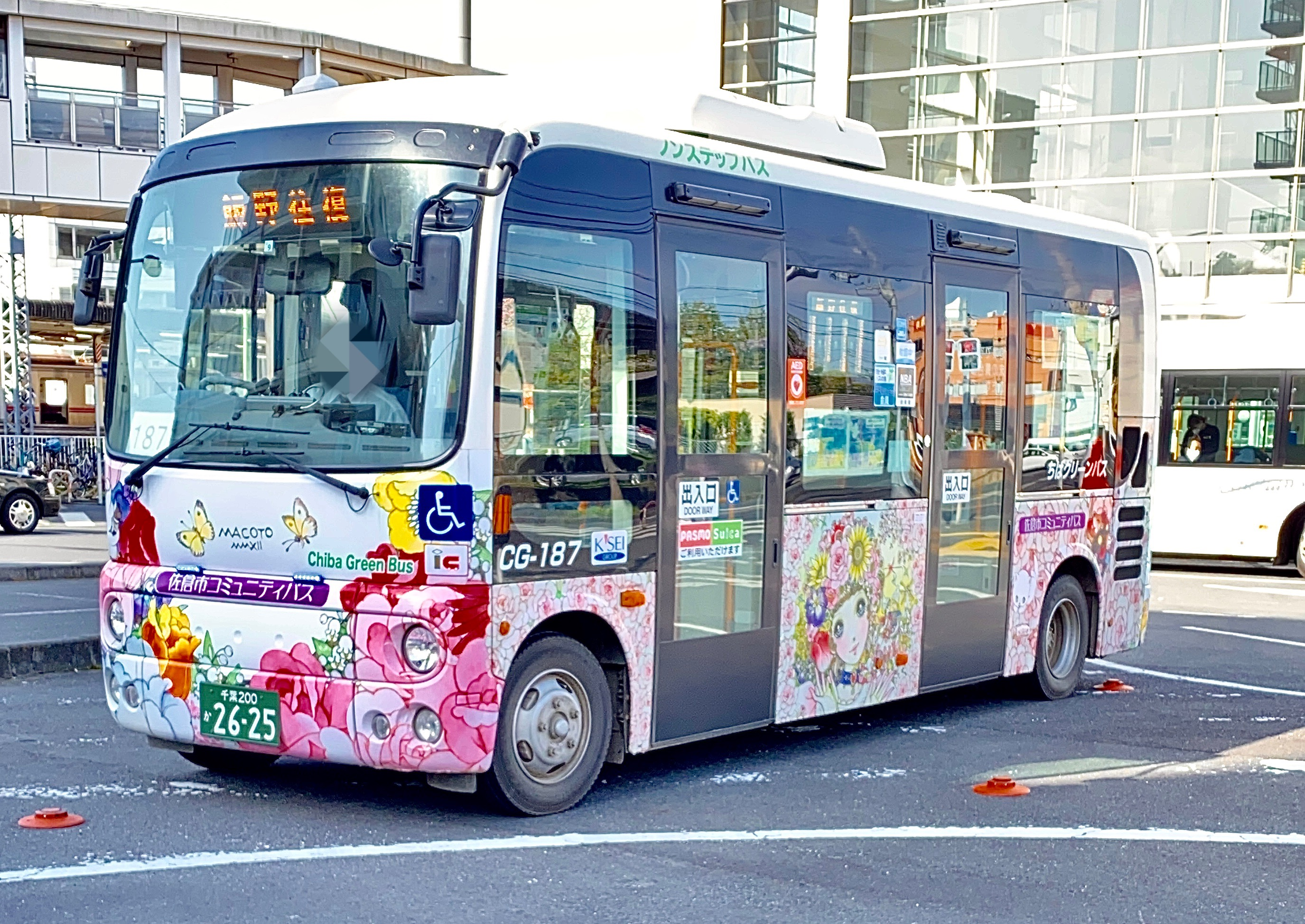
2018年より高橋真琴イラストのラッピングバスとなった佐倉市コミュニティバス

2020年（令和2年）3月、公式ホームページをリニューアル。2019年にやや体調を崩したが回復したことを併せて報告。以後、意欲的に創作活動を行っていることを伝えた。
2021年（令和3年）、高橋が親善大使を務める千葉県佐倉市のふるさと納税のお礼状にイラストが用いられた。
2022年（令和4年）、米寿を迎えたことを祝い「米寿記念 高橋真琴展」を四季に合わせ4会場（春の章：池袋東武、夏の章：日本橋三越、秋の章：名古屋松坂屋、冬の章：大丸心斎橋）で開催。
2023年（令和5年）、画業70周年を記念し「高橋真琴展〜麗しの微笑み〜 少女画を描き、画業70周年」展覧会を高松三越で開催。なお、四国で高橋の展覧会が行われるのは初めてである。8月23日 - 28日に日本橋三越でも開催された。
2024年（令和6年）、卒寿（90歳）を迎えるにあたり3月から11月にかけて「高橋真琴 卒寿記念展 お姫さまの夢の国」を4会場（東京（有明、新宿）・兵庫（夙川）・大阪（梅田）で開催する。
2024年11月17日、食道胃接合部がんのため死去。90歳没。

## 作風
主に童話のヒロイン、雑誌のカラーページなど、少女を題材とした作品を手がける。緻密な装飾的描写と、華やかで繊細な彩色を特徴とする。
1995年（平成7年）にはじめて刊行された画集『あこがれ』の帯に「少女の瞳にはじめて星が輝いたあの日」とあり、イラストの少女の瞳に星を描いた最初の作家と言われているが、1957年の雑誌デビュー以前に、手塚治虫や石森章太郎が発表した漫画のキャラに星が描かれているものがあるため、真偽は定かではない。しかしながら、高橋の持ち味である繊細なタッチで輝きを表現した瞳は「瞳に星を入れるスタイルを“完成させた”」と評されている。

## 書籍
- あこがれ（1995年3月1日、成美堂出版）ISBN 978-4-8751-9405-7
  - あこがれ 高橋真琴画集（2006年11月1日、復刊ドットコム）ISBN 978-4-83544-265-5 - 漫画「プチ・ラ」掲載
- 少女ロマンス 高橋真琴の世界（1999年11月1日、PARCO出版）ISBN 978-4-8919-4599-2
- もりのおともだち（2000年2月1日、小学館）ISBN 978-4-0975-8117-8
- MACOTOのおひめさま（2001年4月1日、PARCO出版）ISBN 978-4-8919-4624-1
- ゆめ少女 ハッピーポストカードブック（2001年4月1日、小学館）ISBN 978-4-0968-1412-3
- 愛のおくりもの（2003年12月16日、美術出版社）ISBN 978-4-5681-0349-6
- おひめさま えほん全5冊セット（2003年12月11日、ブッキング）ISBN 978-4-8354-4089-7
  - シンデレラ（2003年12月6日）ISBN 978-4-8354-4076-7
  - しらゆきひめ（2003年12月6日）ISBN 978-4-8354-4077-4
  - おやゆびひめ（2003年12月6日）ISBN 978-4-8354-4078-1
  - にんぎょひめ（2003年12月11日）ISBN 978-4-8354-4079-8
  - ねむりひめ（2003年12月11日）ISBN 978-4-8354-4080-4
    - おひめさまえほん全5冊セット（2010年5月1日、復刊ドットコム）ISBN 978-4-83544-405-5
- うろこひめ（2004年12月1日、主婦と生活社、文：嶽本野ばら）ISBN 978-4-3911-3030-0
- 高橋真琴の少女ぬりえ 世界のおひめさま（2006年10月31日、講談社）ISBN 978-4-0621-3676-1
- 高橋真琴の少女ぬりえ 日本のおひめさま（2006年10月31日、講談社）ISBN 978-4-0621-3677-8
- パリ〜東京／さくら並木 完全復刻版（2006年6月16日、小学館）ISBN 978-4-7780-3023-0
- 高橋真琴のまんがアンデルセン 人魚姫・マッチ売りの少女・野の白鳥（2010年8月30日、復刊ドットコム）ISBN 978-4-8354-4536-6 - 底本：「マッチ売りの少女」1977年、集英社刊
- MACOTOPIA　高橋真琴 喜寿記念画集（2011年7月21日、復刊ドットコム）ISBN 978-4-8354-4759-9
- ペローとグリムのおひめさま シンデレラ（2011年4月20日、学研プラス、文：八百板洋子）ISBN 978-4-0520-3377-3
- アンデルセンのおひめさま－にんぎょひめ・おやゆびひめ・はくちょうの王子（2012年5月1日、学研プラス、文：八百板洋子）ISBN 978-4-0520-3578-4
- 日本と中国のおひめさま かぐやひめ（2013年9月18日、学研プラス、文：八百板洋子）ISBN 978-4-0520-3843-3
- 夢見る少女たち（2013年12月16日、PIE International）ISBN 978-4-7562-4380-5
- 真琴の美学（2015年4月18日、復刊ドットコム）ISBN 978-4-8354-5196-1
- 高橋真琴 ぬりえブック 少女と美しい風景（2016年5月13日、玄光社）ISBN 978-4-7683-0730-4
- ロマンティック乙女スタイル（2017年10月20日、PIE International）ISBN 978-4-7562-4964-7
- 高橋真琴の宝石箱（2021年10月28日、講談社）ISBN 978-4-0651-9116-3
- 高橋真琴のお姫さまとヒロインたち Etoile（2022年8月19日、PIE International）ISBN 978-4-7562-5601-0
- 高橋真琴のおひめさまものがたり（2022年10月27日、Gakken）ISBN 978-4-05205-652-9

### その他
- 完全復刻版『影・街』（2009年2月20日、小学館クリエイティブ）- 短編誌「影」に収録された漫画『まだらの紐』収録 （他に石川フミヤス、草川秀男、久呂田まさみ、さいとう・たかを、桜井昌一、佐藤まさあき、辰巳ヨシヒロ、松本正彦作品収録）ISBN 978-4-7780-3107-7
- 南野陽子 Beauty Book（2010年6月1日、主婦と生活社） - 表紙イラストISBN 978-4-39113-866-5
- 高橋真琴の夢とロマン展図録（2010年6月3日、スタジオ・タック「高橋真琴の夢とロマン展」展覧会事務局） - 2010年八王子市夢美術館展覧会図録
- バレエ・マンガ 〜永遠なる美しさ〜（2013年7月5日、太田出版、編集：京都国際マンガミュージアム） - イラスト（他に牧美也子、北島洋子、上原きみ子、山岸凉子、有吉京子、萩尾望都、槇村さとる、曽田正人、水沢めぐみ、水野英子、魔夜峰央らのイラスト収録）ISBN 978-4-7783-2201-4
- ベストオブ劇画タカラヅカ（2014年7月30日、復刊ドットコム） - 表紙 ISBN 978-4-8354-5070-4
- あこがれの、少女まんが家に会いにいく。（2014年3月26日、けやき出版、著：大井夏代）ISBN 978-4-87751-514-0
- 超展開バレエマンガ 谷ゆき子の世界（2016年10月25日、立東社、編集：図書の家）ISBN 978-4-84562-860-5
- 少女マンガはどこからきたの？「少女マンガを語る会」全記録（2023年5月30日、青土社、編集：少女マンガを語る会） - 対談、イラスト（他に水野英子、上田トシコ、むれあきこ、わたなべまさこ、巴里夫、今村洋子、ちばてつや、牧美也子、望月あきら、花村えい子、北島洋子[17]）ISBN 978-4-7917-7553-8）